# 日本新媒體動漫藝術節動畫部門
日本新媒體動漫藝術節動畫部門，是由日本政府文部科學省文化廳主辦，自1997年以來一直頒發的動畫獎項 。 目的是表彰具有高藝術性和創造力的傑出作品，並舉辦獲獎作品的展覽和放映以及座談會等相關活動。透過徵集來自世界各地，該年度過去一年間完成或出版的作品，無論是專業作品、業餘作品、獨立作品還是商業作品。劇場版動畫、短篇動畫、電視動畫和原創動畫錄影帶等動畫形式都可被接受，並可能獲得大獎、優秀獎、新人獎和評審委員會的推薦。

## 動畫大賞·優秀賞作品
該年度 動畫大賞得獎作品 與 優秀獎得獎作品 。
| 魔法公主（宮崎駿）                   | 劇場動畫       |                                                                         |                    |
| プチプチ動畫～ニャッキ～（伊藤有壱） | 電視系列・短篇 |                                                                         |                    |
| どんぐりの家（安濃高志）             | 劇場公開・長篇 |                                                                         |                    |
| THE BUGS（又吉浩）                   | 個人製作・短篇 |                                                                         |                    |
| 新世紀福音戰士（庵野秀明）           | 電視系列・長篇 |                                                                         |                    |
| 2                                    | 1998           |                                                                         |                    |
| 2                                    | 1998           | 鲸的鱼跃（田村茂）                                                      | 短篇動畫           |
| 2                                    | 1998           | 大雄的南海大冒險（芝山努）                                              | 劇場公開・長篇     |
| 2                                    | 1998           | 快動力 REAL（保田克史）                                                 | 個人製作・短篇     |
| 2                                    | 1998           | 玲音（中村隆太郎）                                                      | 電視系列・長篇     |
| 2                                    | 1998           | believe in it（米正万也）                                               | 個人製作・短篇     |
| 3                                    | 1999           |                                                                         |                    |
| 3                                    | 1999           | 老人與海（ALEXANDER PETROV）                                            | 短篇アニメーション |
| 3                                    | 1999           | 隔壁的山田君（高畑勲）                                                  | 劇場公開・長篇     |
| 3                                    | 1999           | 上京物語（古川タク）                                                    | 個人製作・短篇     |
| 3                                    | 1999           | 反斗小王子（大地丙太郎）                                                | 電視系列・長篇     |
| 3                                    | 1999           | 月の夜の話（堀剛史）                                                    | 個人製作・短篇     |
| 4                                    | 2000           |                                                                         |                    |
| 4                                    | 2000           | 血戰：最後的吸血鬼（北久保弘之）                                        | 劇場動畫           |
| 4                                    | 2000           | 向阳之树（杉井ギサブロー）                                              | 電視系列・長篇     |
| 4                                    | 2000           | s.o.s（ALLARD Xavier/HA Guillaume）                                     | 個人製作・短篇     |
| 4                                    | 2000           | たれぱんだ オリジナル・ビデオ・アニメーション（宇井孝司）               | OVA                |
| 4                                    | 2000           | Luz（Jose Javier MARTINEZ）                                             | 個人製作・短篇     |
| 5                                    | 2001           |                                                                         |                    |
| 5                                    | 2001           | 神隱少女（宮崎駿）                                                      | 劇場動畫           |
| 5                                    | 2001           | 千年女優（今敏）                                                        | 劇場動畫           |
| 5                                    | 2001           | 貓湯（佐藤竜雄）                                                        | OVA                |
| 5                                    | 2001           | 睡蓮の人（村田朋泰）                                                    | 個人製作・短篇     |
| 6                                    | 2002           |                                                                         |                    |
| 6                                    | 2002           | 蜡笔小新 呼风唤雨！战国大合战（原惠一）                                 | 劇場動畫           |
| 6                                    | 2002           | 阿倍野橋魔法商店街（山賀博之）                                          | 電視系列・長篇     |
| 6                                    | 2002           | 貓的報恩（森田宏幸）                                                    | 劇場公開・長篇     |
| 6                                    | 2002           | 攻殻機動隊 STAND ALONE COMPLEX（神山健治）                              | 電視系列・長篇     |
| 6                                    | 2002           | 頭山（山村浩二）                                                        | 個人製作・短篇     |
| 7                                    | 2003           |                                                                         |                    |
| 7                                    | 2003           | 連句動畫「冬日」（川本喜八郎等）                                        | 劇場動畫           |
| 7                                    | 2003           | 東京教父（今敏）                                                        | 劇場公開・長篇     |
| 7                                    | 2003           | こまねこ（合田経郎）                                                    | 電視系列・短篇     |
| 7                                    | 2003           | 阿漬的垃圾堆（増田龍治）                                                | 電視系列＆OVA      |
| 7                                    | 2003           | FRANK（布山タルト）                                                     | 短篇               |
| 8                                    | 2004           |                                                                         |                    |
| 8                                    | 2004           | Mind Game（湯淺政明、ロビン西）                                         | 劇場動畫           |
| 8                                    | 2004           | 哈爾移動城堡（宮崎駿）                                                  | 劇場公開・長篇     |
| 8                                    | 2004           | ACIDMAN short film「彩-SAI-(前篇) / 廻る、巡る、その核へ」（西郡勲）    | 短篇               |
| 8                                    | 2004           | 海豚便利屋（大地丙太郎）                                                | 電視系列・長篇     |
| 8                                    | 2004           | BIRTHDAY BOY（Sejong PARK）                                             | 個人製作・短篇     |
| 9                                    | 2005           |                                                                         |                    |
| 9                                    | 2005           | 浮樓（榊原澄人）                                                        | 短篇               |
| 9                                    | 2005           | 死者之書（川本喜八郎）                                                  | 劇場公開・長篇     |
| 9                                    | 2005           | flowery（橋本大佑）                                                     | 短篇               |
| 9                                    | 2005           | 神是中學生!（舛成孝二）                                                 | 電視系列・長篇     |
| 9                                    | 2005           | 年をとった鰐（山村浩二）                                                | 個人製作・短篇     |
| 10                                   | 2006           |                                                                         |                    |
| 10                                   | 2006           | 穿越時空的少女（細田守）                                                | 劇場動畫           |
| 10                                   | 2006           | おはなしの花（久保亜美香/井上精太）                                     | 個人製作・短篇     |
| 10                                   | 2006           | 春のめざめ（アレクサンドル・ペトロフ）                                  | 劇場公開・短篇     |
| 10                                   | 2006           | スキマの国のポルタ（和田敏克）                                          | 短篇               |
| 10                                   | 2006           | ピカピカ（モンノカヅエ＋ナガタタケシ）                                  | 個人製作・短篇     |
| 11                                   | 2007           |                                                                         |                    |
| 11                                   | 2007           | 河童之夏（原惠一）                                                      | 劇場動畫           |
| 11                                   | 2007           | 小熊貝貝（高木淳）                                                      | 電視系列・短篇     |
| 11                                   | 2007           | 電腦線圈（磯光雄）                                                      | 電視系列・長篇     |
| 11                                   | 2007           | 天元突破紅蓮螺巖（今石洋之）                                            | 電視系列・長篇     |
| 11                                   | 2007           | 田舎医者（山村浩二）                                                    | 短篇               |
| 12                                   | 2008           |                                                                         |                    |
| 12                                   | 2008           | 回憶積木屋（加藤久仁生）                                                | 短篇               |
| 12                                   | 2008           | 海馬 (動畫)（湯浅政明）                                                 | 電視系列・長篇     |
| 12                                   | 2008           | KUDAN（木村卓）                                                         | 個人製作・短篇     |
| 12                                   | 2008           | DREAMS（荒井知恵）                                                      | 個人製作・短篇     |
| 12                                   | 2008           | 兒童形而上学（山村浩二）                                                | 個人製作・短篇     |
| 13                                   | 2009           |                                                                         |                    |
| 13                                   | 2009           | 夏日大作戰（細田守）                                                    | 劇場動畫           |
| 13                                   | 2009           | 閣樓裡的玩具（イジィ・バルタ）                                          | 劇場公開・長篇     |
| 13                                   | 2009           | The Cable Car（Claudius GENTINETTA/Frank BRAUN）                        | 短篇               |
| 13                                   | 2009           | 東京地震8.0（橘正紀）                                                   | 電視系列・長篇     |
| 13                                   | 2009           | 電信柱之恋（中田秀人）                                                  | 短篇               |
| 14                                   | 2010           |                                                                         |                    |
| 14                                   | 2010           | 四畳半神話大系（湯浅政明）                                              | 電視系列・長篇     |
| 14                                   | 2010           | 五彩繽紛（原恵一）                                                      | 劇場公開・長篇     |
| 14                                   | 2010           | 文子的告白（石田祐康）                                                  | 短篇               |
| 14                                   | 2010           | 新子與千年魔法（片渕須直）                                              | 劇場公開・長篇     |
| 14                                   | 2010           | わからないブタ（和田淳）                                                | 短篇               |
| 15                                   | 2011           |                                                                         |                    |
| 15                                   | 2011           | 魔法少女小圆（新房昭之）                                                | 電視系列・長篇     |
| 15                                   | 2011           | 鬼神傳（川崎博嗣）                                                      | 劇場公開・長篇     |
| 15                                   | 2011           | 給桃子的信（沖浦啓之）                                                  | 劇場公開・長篇     |
| 15                                   | 2011           | 麥布里奇的線（山村浩二）                                                | 短篇               |
| 15                                   | 2011           | Folksong&Ballads（Mathieu VERNERIE/Pauline DEFACHELLES/Rémy PAUL）      | 短篇               |
| 16                                   | 2012           |                                                                         |                    |
| 16                                   | 2012           | 火要鎮（大友克洋）                                                      | 短篇動畫           |
| 16                                   | 2012           | 阿修羅（さとうけいいち）                                                | 劇場公開・長篇     |
| 16                                   | 2012           | 狼的孩子雨和雪（細田守）                                                | 劇場公開・長篇     |
| 16                                   | 2012           | 古斯柯布多力傳（杉井ギサブロー）                                        | 劇場公開・長篇     |
| 16                                   | 2012           | グレートラビット（和田淳）                                              | 短篇               |
| 17                                   | 2013           |                                                                         |                    |
| 17                                   | 2013           | 蜜色之膚（JUNG／Laurent Boileau）                                       | 紀錄片動畫         |
| 17                                   | 2013           | 有頂天家族（吉原正行）                                                  | 電視系列・長篇     |
| 17                                   | 2013           | ゴールデンタイム（稲葉卓也）                                            | 短篇               |
| 17                                   | 2013           | 顛倒的帕特瑪（吉浦康裕）                                                | 劇場公開           |
| 17                                   | 2013           | 福音戰士新劇場版：Q（庵野秀明）                                         | 劇場公開           |
| 18                                   | 2014           |                                                                         |                    |
| 18                                   | 2014           | The Wound（Anna BUDANOVA）                                              | 短篇               |
| 18                                   | 2014           | 蠟筆小新 決勝！逆襲的機器爸爸（高橋渉）                                 | 劇場公開・長篇     |
| 18                                   | 2014           | 乔瓦尼之岛（西久保瑞穂）                                                | 劇場公開・長篇     |
| 18                                   | 2014           | PADRE（Santiago 'Bou' GRASSO）                                          | 短篇               |
| 18                                   | 2014           | The Sense of touch（Jean-Charles MBOTTI MALOLO）                        | 短篇               |
| 19                                   | 2015           |                                                                         |                    |
| 19                                   | 2015           | Rhizome（Boris LABBÉ）                                                  | 短篇               |
| 19                                   | 2015           | 花與愛麗絲之殺人事件（岩井俊二）                                        | 劇場公開・長篇     |
| 19                                   | 2015           | Isand (The Master)（リホ・ウント）                                      | 短篇               |
| 19                                   | 2015           | My Home（グエン・フン・マイ）                                           | 短篇               |
| 19                                   | 2015           | Yul and the Snake（ガブリエル・アレル）                                 | 短篇               |
| 20                                   | 2017           |                                                                         |                    |
| 20                                   | 2017           | 你的名字。（新海誠）                                                    | 劇場公開・長篇     |
| 20                                   | 2017           | 電影版 聲之形（山田尚子）                                               | 劇場公開・長篇     |
| 20                                   | 2017           | 男孩与世界（阿莱·阿布鲁）                                               | 劇場公開・長篇     |
| 20                                   | 2017           | A Love Story（Anushka Kishani NAANAYAKKARA）                            | 短篇               |
| 20                                   | 2017           | Among the black waves（アンナ・ブダノヴァ）                             | 短篇               |
| 21                                   | 2018           |                                                                         |                    |
| 21                                   | 2018           | 谢谢你，在世界角落中找到我（片渕須直）                                  | 劇場動畫           |
| 21                                   | 2018           | 宣告黎明的露之歌（湯浅政明）                                            | 劇場動畫           |
| 21                                   | 2018           | ハルモニア feat. Makoto（大谷たらふ）                                   | 短篇               |
| 21                                   | 2018           | COCOLORS（『COCOLORS』制作チーム）                                      | OVA                |
| 21                                   | 2018           | Negative Space（KUWAHATA Ru/Max PORTER）                                | 短篇               |
| 22                                   | 2019           |                                                                         |                    |
| 22                                   | 2019           | La Chute（Boris LABBÉ）                                                 | 短篇               |
| 22                                   | 2019           | 大人のためのグリム童話 手をなくした少女（セバスチャン・ローデンバック） | 劇場動畫           |
| 22                                   | 2019           | 飛龍女孩（樋口真嗣）                                                    | 電視系列           |
| 22                                   | 2019           | 企鵝公路（石田祐康）                                                    | 劇場動畫           |
| 22                                   | 2019           | 溫泉屋小女將（高坂希太郎）                                              | 劇場動畫           |
| 23                                   | 2020           |                                                                         |                    |
| 23                                   | 2020           | 海獸之子（渡辺歩）                                                      | 劇場動畫           |
| 23                                   | 2020           | ある日本の絵描き少年（川尻将由）                                        | 短篇               |
| 23                                   | 2020           | ごん（八代健志）                                                        | 劇場動畫           |
| 23                                   | 2020           | ロング・ウェイ・ノース 地球のてっぺん（レミ・シャイエ）                 | 劇場動畫           |
| 23                                   | 2020           | Nettle Head（Paul E・CABON）                                            | 短篇               |

## 新人獎
第六屆（2002年）以「鼓勵獎」的名義成立。 從第十五屆（2011年）起，該獎項被擴展為「新人獎」。
| 回 | 年度 | 作品名                                                              | 分類       |
| -- | ---- | ------------------------------------------------------------------- | ---------- |
| 6  | 2002 | 電車かもしれない（近藤聡乃）                                        | 短篇       |
| 7  | 2003 | 星の子（小山内久美子）                                              | 短篇       |
| 8  | 2004 | 夢（新海岳人）                                                      | 短篇       |
| 9  | 2005 | seasons（藤田純平）                                                 | 短篇       |
| 10 | 2006 | La grua y la jirafa (The crane and the giraffe)（Vladimir BELLINI） | 短篇       |
| 11 | 2007 | ウシニチ（一瀬皓コ）                                                | 短篇       |
| 12 | 2008 | ALGOL（岡本憲昭）                                                   | 短篇       |
| 13 | 2009 | アニマルダンス（大川原亮）                                          | 短篇       |
| 14 | 2010 | The Wonder Hospital（Beomsik Shimbe SHIM）                          | 短篇       |
| 15 | 2011 | やさしいマーチ（植草航）                                            | 短篇       |
| 15 | 2011 | Rabenjunge（Andrea DEPPERT）                                        | 短篇       |
| 15 | 2011 | rain town（石田祐康）                                               | 短篇       |
| 16 | 2012 | 布団（水尻自子）                                                    | 短篇       |
| 16 | 2012 | 魯邦三世 -名為峰不二子的女人-（山本沙代）                           | 電視系列   |
| 16 | 2012 | Oh Willy...（Emma De SWAEF/Marc James ROELS）                       | 短篇       |
| 17 | 2013 | ようこそぼくです選（姫田真武）                                      | 短篇       |
| 17 | 2013 | Airy Me（久野遥子）                                                 | 短篇       |
| 17 | 2013 | WHILE THE CROW WEEPS ―カラスの涙―（鋤柄真希子/松村康平）            | 短篇       |
| 18 | 2014 | コップの中の子牛（朱彦潼）                                          | 短篇       |
| 18 | 2014 | 玉子市場 劇場版（山田尚子）                                         | 劇場版動畫 |
| 18 | 2014 | Man on the chair（JEONG Dahee）                                     | 短篇       |
| 19 | 2015 | 颱風的諾爾達（新井陽次郎）                                          | 劇場版動畫 |
| 19 | 2015 | Chulyen, a Crow's tale（Agnès PATRON/Cerise LOPEZ）                 | 短篇       |
| 19 | 2015 | Deux Amis (Two Friends)（ナターリア・チェルニェソヴァ）             | 短篇       |
| 20 | 2017 | ムーム（堤大介/ロバート・コンドウ）                                 | 短篇       |
| 20 | 2017 | I Have Draemed Of You So Much（エマ・ヴァカレロバ）                 | 短篇       |
| 20 | 2017 | Rebellious（Arturo "Vonno" AMBRIZ/Roy AMBRIZ）                      | 短篇       |
| 21 | 2018 | 啟航吧！篇舟計畫（黒柳トシマサ）                                    | 電視系列   |
| 21 | 2018 | The First Thunder（Anastasia MELIKHOVA）                            | 短篇       |
| 21 | 2018 | Yin（Nicolas FONG）                                                 | 短篇       |
| 22 | 2019 | 謙虛的英雄（山下明彦）                                              | 短篇       |
| 22 | 2019 | Am I a Wolf?（Amir Houshang MOEIN）                                 | 短篇       |
| 22 | 2019 | The Little Ship（Anastasia MAKHLINA）                               | 短篇       |
| 23 | 2020 | 向かうネズミ（築地のはら）                                          | 短篇       |
| 23 | 2020 | 浴場の象（CHENG Jialin)                                             | 短篇       |
| 23 | 2020 | Daughter（Daria KASHCHEEBA）                                        | 短篇       |

## 评审团推荐作品

### 第六屆（2002年）
- ギブリーズepisode 2（动画导演：荒牧伸志）
- 帕盧姆之樹（パルムの樹）（动画导演：中村孝）
- 劇場版∀GUNDAM Ⅰ地球光／Ⅱ月光蝶（动画导演：富野由悠季）
- piano（动画导演：須藤典彥）
- 浮游泉大冒險（动画导演：矢野雄一郎）
- 帝皇戰紀（动画导演：富野由悠季）
- 機動警察 13號廢棄物（动画导演：高山文彥）

### 第七屆（2003年）
- 茄子-安達魯西亞之夏（动画导演：荒牧伸志）
- 蠟筆小新：風起雲湧 光榮燒肉之路（动画导演：水島努）
- ケイナ（动画导演：クリス・デラポート）

### 第八屆（2004年）
- 长片（电影发行，电视，OVA）
  - 蘋果核戰記（动画导演：荒牧伸志）、攻殼機動隊2 INNOCENCE（动画导演：押井守）、御伽草子（动画导演：西久保瑞穂）、 混沌武士（动画导演：渡邊信一郎）、蒸汽男孩（动画导演：大友克洋）、 鐵人28號（动画导演：今川泰宏） 、火影忍者劇場版：大活劇！雪姬忍法帖！！（动画导演：岡村天齋）、鋼之鍊金術師（动画导演：水島精二）、妄想代理人（动画导演：今敏）
- 短篇故事
  - LIMB-O-XTREME、My Grandpa、PGi-13、RYAN、trainsurfer、カクレンボ、神谷通信、元祖マジックサーカス、キットウォーク、陽だまりの詩、ループ プール

### 第九屆（2005）
- 长片（电影发行，电视，OVA）
  - 機動戰士Z GUNDAM 星之繼承者（动画导演：富野由悠季）、鋼之鍊金術師 香巴拉的征服者（动画导演：水島精二）、 BLOOD+（动画导演：藤咲淳一）、 攻壳机动队 S.A.C. 2nd GIG（动画导演：神山健治）、極速攝殺（动画导演：杉島邦久）、交响诗篇、最終兵器彼女 Another love song、， Tide-line Blue 、蜂蜜幸運草（动画导演：笠井贤一） 、雙戀 Alternative、 舞-HiME、搞笑漫畫日和（动画导演：大地丙太郎）、雲之彼端，約定的地方（动画导演：新海诚）、タイドライン・ブルー
- 短篇故事
  - Birds、CALM、Fallen Art、GAKI 琵琶法師、Vaudeville、愛の部屋、或る旅人の日記 赤い実、あるひとつの方向性、ジャム・ザ・ハウスネイル、診察室、鳥獣剣士―第一幕―、ドロップ、ビップとバップ、惑星大怪獣ネガドン、私の家

### 第十屆（2006）
- 长片（电影发行，电视，OVA）
  - TOKYO LOOP 、超劇場版 Keroro軍曹（动画导演：佐藤顺一），勇者物語、結界師、攻殼機動隊 S.A.C. Solid State Society（动画导演：神山健治）、涼宮春日的憂鬱（动画导演：石原立也）、蒼穹之戰神 RIGHT OF LEFT、飛越顛峰2、幕末機關說 伊呂波歌， 蟲師（动画导演：長濱博史）、無敵看板娘、こま撮りえいが こまねこ、ブレイブ ストーリー、まじめにふまじめ かいけつゾロリ なぞのお宝大さくせん、OBAN, STAR-RACERS、犬紙、獸爪（动画导演：汤浅政明）、現代畸聞録 怪異物語、絲路少年、つゆのひとしずく～植田正治の写真世界を彷徨う～
- 短篇故事
  - ( a long day of ) Mr. Calpaccio、dropくん、FRANK'S FEAST、NHKみんなのうた「グラスホッパー物語」、R、Step by step (Petit a petit)、あか あお ふたりで、雨、監獄兔、雲散霧消、スキマスイッチ PV “アカツキの詩”、鈴の名は、電信柱のお母さん、トキヲの兄弟、利根川フランケン、モグラのみた夢、レッツゴー番長デッドオアアライブ完全版

### 第十一屆（2007）
- 长片（电影发行，电视，OVA）
  - Genius Party（动画导演：福岛敦子 / 河森正治 / 木村真二 / 福山庸治 / 二村秀树 / 汤浅政明 / 渡边信一郎）、琴之森、黑之契約者（动画导演：岡村天齋）、反斗小王子、 Code Geass反叛的魯路修、精靈守護者（动画导演：神山健治）、萌菌物語、攻壳机动队 S.A.C. Solid State Society（动画导演：神山健治）、赤色エレジー（动画导演：林 静一）、FREEDOM5、蔬菜精靈、坂之上邪留丸（动画导演：大地丙太郎）
- 短篇故事
  - 49、Birthday、BLOCKMAN、BONEHEADS、Burning Safari、HOW TO COOK BREAKFAST?、LOST UTOPIA、Love Rollercoaster、THE CLOCKWORK CITY、Ani*Kuri15「宇宙人襲来 ヒロシの場合」、王さまものがたり（日语：王さまものがたり）、雲の人 雨の人、黒こぐまと森のせんろ、Copet（日语：Copet）、早春の最後の雪、蒲公英の姉、ピカピカ 2007、放課後、エメラルド、放課後MIDNIGHT

### 第十二屆（2008年）
- 长片（电影发行，电视，OVA）
  - 空之境界 第一章 俯瞰風景（动画导演：あおきえい）、空中殺手（动画导演：押井守）、Code Geass 反叛的魯路修 R2、絕望先生 第一期（动画导演：新房昭之）、ステファン、Strike Witches、噬魂師、鐵腕女刑警、東京糖衣巧克力、野良耳、墓場鬼太郎（动画导演：地冈公俊）、ヘルズ・エンジェルス、南家三姐妹、やさいのようせい第5話「ピアノがいなくなっちゃった」
- 短篇故事
  - BUILDINGS、CHRISTIAN BAUER-Tree of Life、DEVOUR DINNER、Omstart、shift、Syscapes # Interlude、swimming、王さまものがたり3（日语：王さまものがたり）、オーケストラ、ギンガムチェックの小鳥、校長先生とクジラ、コルネリス、スケッチブック―華屋八兵衛 ノ巻、忠告、プチプチアニメ～ニャッキ～ ふみきり（日语：ニャッキ!）、パンク直し、福来町、トンネル路地の男

### 第十三屆（2009）
- 长片（电影发行，电视，OVA）
  - 棄寶之島：遙與魔法鏡（动画导演：佐藤信介）、CANAAN（动画导演：安藤真裕）、TO、青花、豹頭王傳說、稻草男 、TIGER×DRAGON！（动画导演：長井龍雪）、ねぎぼうずのあさたろう、交響情人夢 巴黎篇（动画导演：今千秋）、東之伊甸（动画导演：神山健治） 、亡念之扎姆德
- 短篇故事
  - Coal Story、Deadline、FORESTRY、HAND SOAP、Lizard Planet、METROPOLIS、No corras tanto (Take it easy)、Organic、The Fitting Dance、URS、鬼警部アンパン、家族デッキ、川旅行、Cencoroll、ひとりだけの部屋、フォレスタン、忘却星の公式、向ヶ丘千里はただ見つめていたのだった、虫歯鉄道 -Cavity Express-、目覚め、フジログ（日语：フジログ）

### 第十四屆（2010）
- 长片（电影发行，电视，OVA）
  - 夏娃的时间（動畫導演：吉浦康裕）、歡迎來到宇宙劇場、超時空要塞Frontier劇場版、凉宫春日的消失，大耳查布，緑子／MIDORI-KO、Angel Beats!（動畫導演：岸誠二）、荒川爆笑團（動畫導演：新房昭之）、装甲騎兵ボトムズ 孤影再び
- 短篇故事
  - 8 bits、CITY、DUST KID、farm music、Googuri Googuri、hezarfen、NHK 星新一ショートショート（日语：星新一ショートショート）「午後の恐竜」、Sleep、telegraphics、TWO TEA TWO、海からの使者、強迫的な秩序についてのカエル、くちゃお、こまねこのクリスマス -迷子になったプレゼント-、魚に似た唄、ちいさな恋人

### 第十五屆（2011）
- 长片（电影发行，电视，OVA）
  - 我們仍未知道那天所看見的花的名字。（動畫導演：長井龍雪）、花開物語、回转企鹅罐 （動畫導演：幾原邦彥）命運石之門、吊带袜天使、TIGER & BUNNY、你看起來很好吃、アイデアが捕まらない。、ようこそぼくです
- 短篇故事
  - アイデアが捕まらない。、ぐりうむ、これくらいで歌う、ちいさなあなたへ～Someday～、ホリデイ、約束、ようこそぼくです、Animation Hotline、BONNIE、Das Haus、Garden、Helsingin kesä、Herr Hoppe und der Atommüll、many go round、MODERN NO.2、Omerta、PULG,THe NeW WORLD、Romance、Scripta volant、SPOTS SPOTS

### 第十六屆（2012）
- 长片（电影发行，电视，OVA）
  - 坂道上的阿波罗、钓球、虹色螢火蟲，永遠的暑假 、 伏 鐵砲娘的捕物帳 、麻吉妖怪島、烙印勇士、放學後MIDNIGHT、gdgd妖精s
- 短篇故事
  - 感傷の沈殿、くつした、櫻本箒製作所、就活狂想曲、九十九、ニュ～東京音頭、ハーバーテイル、ぼくもくま、まつすぐな道でさみしい、夕化粧、ヨナルレ Moment to Moment、awaiting、crazy for it、Grain Coupon、KiyaKiya、Love Games、NO RAIN NO RAINBOW、Nyosha、The Sardine Tin、108 prayer beads

### 第十七届（2013年）
- 青之驅魔師劇場版、ウィリー・ウィンキー、交響詩篇AO、かまくら、小熊學校、Kick Heart(キックハート)、劇場版《我們仍未知道那天所看見的花名》、攻殼機動隊 ARISE、古事記　日向篇、言葉之庭、寫眞館、 烙印勇士、AKB0048、小大叔的日记、陽光中的青時雨(陽なたのアオシグレ)、みゃくみゃく -Drops of Life-、やますき やまざき、夜ごはんの時刻、Anomalies、Bird Shit、Communicating Vessels、GrandFather、Ici, là et partout、Mahjong、MAZE KING、NUNUI、ONE AND THREE FOUR、Premier Automne、Professor Kliq – Wire & Flashing Lights、Semáforo、Tears For Narcissus、WONDER

### 第十八屆（2014）
- 长片（电影发行，电视，OVA）
  - KILL la KILL、東京殘響、乒乓、蟲師 続章、里約大冒險、STAND BY ME 哆啦A夢、The Stressful Adventures of Boxhead & Roundhead
- 短篇故事
  - 想い雲、境界線、森の伝説 第二楽章（日语：森の伝説）、Between Times、Blue Eyes - in HARBOR TALE -、Boles、Canis、Decorations、Goodbye Rabbit, Hop Hop、Poker、Portrait、Rainy Days、Something Important、The Swallow、Waiter、Zepo

### 第十九屆（2015）
- 长片（电影发行，电视，OVA）
  - 好想大聲說出心底的話。、百日紅 〜Miss HOKUSAI〜、怪物的孩子、SHIROBAKO
- 短篇故事
  - 息ができない、ズドラーストヴィチェ！、ディス イズ マイ ハウス、何も見なくていい、Benches No. 0458、Chhaya、Eclipse、Erlking、Isle of Seals、Isola del Giglio、Levitation、Meada、My Grandfather was a cherry tree、Ruben Leaves、Sea Child、SIGNUM、Sonambulo、The Guardian、The Poem

### 第二十屆（2017）
- 长片（电影发行，电视，OVA）
  - 終物語，剧场版 吹響吧！上低音號〜欢迎来到北宇治高中铜管乐队〜 、甲鐵城的卡巴內里、只有我不存在的城市、ちえりとチェリー、路人超能100 、Somalia94 - The Ilaria Alpi affair
- 短篇故事
  - 愛のかかと、風の又三郎、サティの「パラード」、青春おじいさん、眠れない夜の月、みつあみの神様、Decorado、FEED、For you、Ghost Cell、In Other Words、Jungle Taxi、Kukuschka、Light Sight、L'CEil du Cyclone、oldman youngman、Peripheria、Slowly Rising、THE EMPTY、The Unnatural、Ticking Away、Ughh ugh、Waiting For the New Year、Way of Giants

### 第二十一屆（2018）
- 长片（电影发行，电视，OVA）
  - カラフル忍者いろまき、我想听听您的声音（日语：きみの声をとどけたい）、劇場版 吹響吧！上低音号〜我想传达的旋律〜 、來自深淵 、春宵苦短，少女前進吧！、特工次时代、JUNK HEAD
- 短篇故事
  - 告别星系，雪人诺曼〜夜晚的流星〜和月亮静止不动，AU REVOIR BALTHAZAR，Candy.zip，Corp.，EPIQUE ET PIQUE，外推，从同一线程，Gokurosama，Hezar Afsan，HYBRIDS，Nachtstück，噢，Matko！ ，完美镇，彩虹，行车灯，无限之痛，过去的房间，起火，吹牛，丑陋

### 第二十二屆（2019年）
- 长片（电影发行，电视，OVA，流媒体视频）
  - 比宇宙更远的地方、我想吃掉你的胰臟 、未來的未來、吹響吧！上低音號、 B：彼之初、 惡魔人 Crybaby
- 短篇故事
  - 凯恩的脖子、武士蛋、マイリトルゴート、モフモフィクション、モリモリ島のモーグとペロル、A Fly in the Restaurant、Blue Flight、Carlotta’s Face、Circuit、Conception: Catie + Jen、Five minutes to sea、Honour、Le Mot、Love Me, Fear Me、MIMI、Mom’s Clothes、ねこのひ、Neuralism、Not Today、Somewhere Soft、Space Between Stars、THE LOST GARDEN、WATER IN THE CUP、32-Rbit

### 第二十三屆（2020）
- 长片（电影发行，电视，OVA）
  - 乘浪之約、甲鐵城的卡巴內里 海門決戰、知道天空有多藍的人啊、絕望的怪物（日语：絶望の怪物）、多羅羅、白蛇：缘起、普羅米亞、ムタフカズ（日语：ムタフカズ -MUTAFUKAZ-）、BEASTARS、SSSS.GRIDMAN、罗小黑战记 (电影)
- 短篇故事
  - きつね環世界、サイシュ～ワ、シャラボンボン、深海の虹、マイ・ラグジュアリー・ナイト、ゆめみのえ、ANGEL''S TRUMPET、Bear With Me、CASTLE、Hello, my dears、IHR、Listen Papa!、LOCOMOTOR、Lola the living potato、Mascot、Movements、Now 2、Orbit、Purpleboy、Silny niezalezny kosmos、Still Lives、Twinless、Winter in the Rainforest

### 第二十四屆（2021）
長片（電影發行、TV、網路發行動画）
歌舞伎町シャーロック、日本沈没2020、無限の住人-IMMORTAL-、PSYCHO-PASS サイコパス 3 FIRST INSPECTOR
短片（ミュージックビデオを含む）
クリープハイプ – 愛す、久々、マイエクササイズ、よんでよばれて、And Then The Bear、Anna, Cat-and-Mouse、Awkward、Beginning of the Light、Candela、Deviate、Fata Morgana、How I spent the summer…、How much does the cloud weigh?、Just a Guy、Latitude du printemps、LENNY MAKES SOME-THING – “TURN ME ON (feat.ARCX)”、Maji、Mela!、Migrants、Misery Loves Company、Naked、OASIS、PANDORA、PIANOMAN、Pop-up Research 2020、Tamou、The Master Piece、The Quiet、WhateverTree

### 第二十五屆（2022）
長片（电影发行、TV）
新しい街 ヴィル・ヌーヴ（英語版）、カラミティ（英語版）、機動戦士ガンダム 閃光のハサウェイ、劇場版 鬼滅の刃 無限列車編、劇場版 少女☆歌劇 レヴュースタァライト、サイダーのように言葉が湧き上がる、ジョゼと虎と魚たち、魔女見習いをさがして、別冊オリンピア・キュクロス、明るいほうへ
短片（ミュージックビデオを含む）
暗く黒く、高野交差点、不安な体、プックラポッタと森の時間、ホッキョクグマすっごくひま、マンガガールズ、Black Slide、Have a Nice Dog!、I’m Late、KEMUKUJARA、Les larmes de la Seine、Lifeblood、Life’s a Bitch、Loop、Rabbit Hole、Restless Lovers、Snails’ Breakfast、Steakhouse、The Wind Whistles、Wayback、The Flood、45Rオフィシャルサイトアニメーション

## 其他奖项
社会影响力奖
- 天气之子
  - 戏剧动画